# Festival interceltique de Lorient 2005

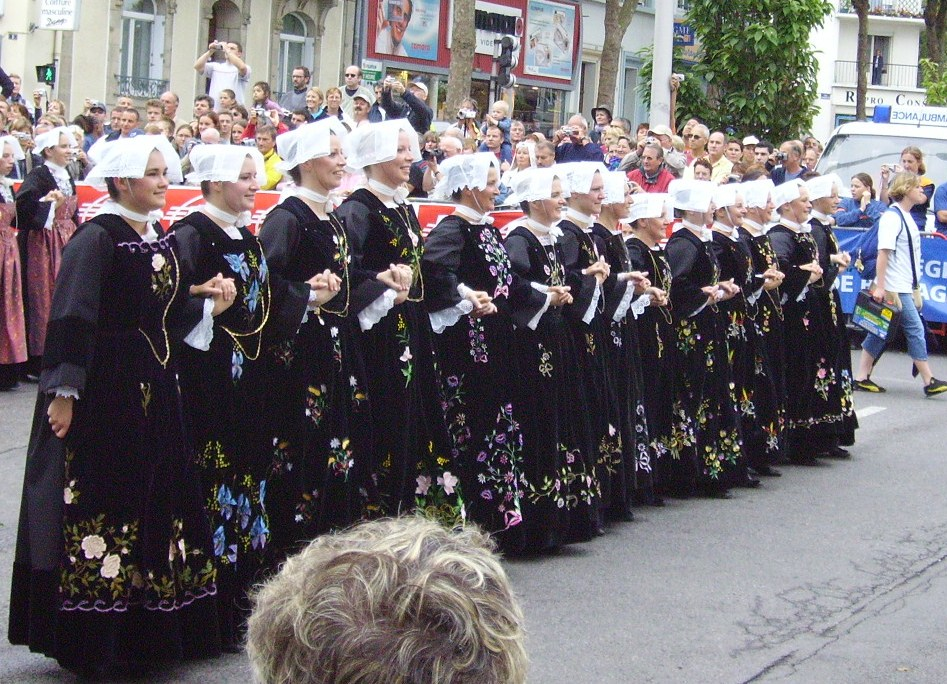
Danseuses bretonnes en tenues traditionnelles pour la Grande parade des nations celtes.

La 35e édition du Festival interceltique de Lorient se déroule du 5 au 14 août 2005. L'Irlande est la nation celtique mise en avant pour cette édition.
Le festival accueille, entre autres artistes, The Silencers, Denez Prigent, Lúnasa, Yann Tiersen, Carlos Núñez, Patrick Molard et Alain Genty, Nolwenn Korbell, Didier Squiban, Jacques Pellen et Soldat Louis.

## Organisation
La destruction de la « maison du FIL » qui abrite pendant l'année les bureaux de l'association est décidé fin 2004 par la municipalité lorientaise pour faire place à un centre commercial,.

## Concours
Le Championnat national des bagadoù est remporté par le bagad d'Auray.
Le Trophée MacCrimmon pour soliste de great Highland bagpipe est remporté par Alexis Meunier.
Le Trophée MacCrimmon pour soliste de gaïta est remporté par l'Asturien Iñaki Sánchez Santianes.
Le Concours International de Pibroc’h est remporté par James McHattie.
Le Trophée Matilin an Dall pour couple de sonneurs est remporté par Richard Bévillon et Éric Gorce.
Le Trophée International Greatness de pipe band est remporté par le Raisin’s Pipe Band.
Le Trophée International Greatness de Batteries est remporté par LBH Drum Team.
Olivier Desmullier remporte le prix Kitchen Music.
Le Trophée Botuha-Raud pour sonneurs de musique bretonne de moins de 20 ans est remporté par Yann Le Mouel.

## Fréquentation
Environ 600 000 festivaliers sont comptabilisés lors de cette édition. Le nombre d'entrées payantes s'établit lui à 116 000.

## Discographie
- 2005 : 35ème Festival Interceltique De Lorient : Le Grand Rendez-Vous Des Celtes (Keltia)| No  | Titre                                        | Durée |
| --- | -------------------------------------------- | ----- |
| 1.  | Lunasa - The walrus                          |       |
| 2.  | Yann Tiersen - Kala                          |       |
| 3.  | Carlos Nunez - Jigs and bulls                |       |
| 4.  | Roisin Elsafty - An droighnean donn          |       |
| 5.  | Bagad De Lann-Bihoué - Suite écossaise       |       |
| 6.  | Kila - Beilin meala                          |       |
| 7.  | Le Vent Du Nord - C'est une jeune mariée     |       |
| 8.  | Denez Prigent - Sarac'h                      |       |
| 9.  | Ensemble Arthus - Du hont                    |       |
| 10. | Grand Dérangement - L'homme à point d'accent |       |
| 11. | Patrick Molard & Alain Genty- Piper's dream  |       |
| 12. | Rory Campbell - F'fhada bhuainn Anna         |       |
| 13. | Siobhan Armstrong - Bridget cruise           |       |
| 14. | Guichen - Rostren                            |       |
| 15. | The Silencers - You kill me                  |       |
| 16. | Llan De Cubel - Xigues de torner             |       |
| 17. | Nolwenn Korbell - Ur wech e vo               |       |
| 18. | Teada - The league reel                      |       |
| 19. | Didier Squiban - An oed                      |       |

## Sources